# 820-е годы
820-е (восемьсо́т двадца́тые) го́ды по юлианскому календарю — промежуток времени с 1 января 820 года по 31 декабря 829 года, включающий 820 год 2-го десятилетия   и с 821 по 829 годы    3-го десятилетия IX века 1-го тысячелетия.  Они закончились 1196 лет назад.

## Важнейшие события
- В начале 820-х годов Хазары обложили данью полян, притесняемых древлянами. Дань - мечи.
- Восстание Фомы Славянина (821—823)[1][2][3].
- Великая Моравия (822—907).
- Королевство Наварра (824—1620).
- Сражение при Эллендуне (825)[англ.] завершило период господства Мерсии в Англии[англ.].
- Безуспешная война Михаила с арабами.
- С конца 820-х годов по 831 год — Ансгар в Швеции.
- В Грузию послан арабский полководец, который накладывает дань на жителей Кахети.[4]
- Еврейские купцы-рахдониты ведут торговые операции на территории между Китаем и Провансом.[5]